# Вільям Робертсон (фельдмаршал)
Вільям Роберт Робертсон, 1-й баронет (англ. Sir William Robert Robertson, 1st Baronet; 29 січня 1860, Велборн — 12 лютого 1933, Лондон) — британський воєначальник, фельдмаршал Британської армії (1920). Начальник Імперського Генерального штабу (1915—1918). Учасник Другої англо-бурської та Першої світової війн. Робертсон — єдиний військовослужбовець в історії британської армії, який пройшов повний шлях від звання рядового солдата до найвищого звання фельдмаршала.

## Біографія
Вільям Роберт Робертсон народився у Велборні, графство Лінкольншир, у сім'ї Томаса Чарльза Робертсона, кравця та поштмейстера шотландського походження, та Енн Декстер Робертсон (уроджена Біт). Освіту він здобув у місцевій церковній школі і, будучи старшою дитиною у родині, заробляв 6 пенсів на тиждень як учень-вчитель. Закінчивши школу в 1873 році, він став хлопчиком-садником у сільського священика.
У листопаді 1877 року Робертсон розпочав свою військову кар'єру, записавшись на дванадцять років солдатом до 16-го (Королевського) уланського полку. Оскільки йому не вистачало трьох місяців до офіційного мінімального віку вісімнадцяти років, за розпорядженням сержанта-рекрутера він заявив про свій вік як вісімнадцять років і два місяці, ці додаткові п'ять місяців стали його «офіційним» віком протягом усього часу його перебування в лавах британської армії.
У травні 1881 року він отримав звання ланс-сержанта, а в січні 1882 року — сержанта, а в березні 1885 року — отримав звання сержант-майора.
Заохочений своїми офіцерами та священиком своєї старої парафії Вільям Робертсон склав іспит на офіцерський чин і 27 червня 1888 року отримав звання другого лейтенанта з призначенням у 3-й гвардійський драгунський полк. Коли полк доправили до Британської Індії, Робертсон служив у його лавах, виконуючи різні завдання й одночасно вивчаючи мови тамтешнього населення — урду, гінді, перської, пушту та панджабі — та здобувши таким чином кваліфікацією перекладача — за що офіцери отримували грошову надбавку.
1 березня 1891 року його підвищили в лейтенанти. Того ж року він вперше взяв активну участь у місії, відзначившись як офіцер залізничного транспорту в експедиції до Кохату. 5 червня 1892 року його призначили аташе до відділу розвідки Департаменту генерал-квартирмейстерства в Сімлі в Індії. Після п'яти років перебування в Індії він отримав свою першу тривалу відпустку в 1893 році, але виявив, що його мати померла, не доживши до його приїзду додому.
У червні 1894 року він здійснив тримісячну подорож через Гілгіт і гори північного Кашміру, перетнувши перевал Даркот на висоті понад 4 500 м, щоб досягти Памірського плато біля підніжжя Гімалаїв. У серпні він повернувся до Індії західним маршрутом через Чилас і Каган. Під час подорожі він вивчив гуркхалі, згодом отримав кваліфікацію на знання цієї, шостої в його практиці індійської мови.
3 квітня 1895 року він отримав звання капітана. Робертсон взяв участь в експедиції в Читрал як офіцер бригадної розвідки у дослідно-розвідувальній групі, яка пройшла через перевал Малаканд, через річку Сват, через Дір до Читрала. Генерал-лейтенант сер Роберт Лоу, командир експедиції, описав його як «дуже активного та розумного офіцера, який має виняткові перспективи». Після Читрала та призначення Шуджа-уль-Мулька Мехтаром, Робертсон займався роботою з місцевим населенням і розвідкою, але одного разу був поранений, коли на вузькій гірській стежці під час розвідки на нього напали двоє його провідників. Один провідник був озброєний дробовиком і вистрілив у Робертсона, але промахнувся. Інший провідник напав на нього, атакувавши власним мечем Робертсона (який він мав при собі, оскільки Робертсон був хворий на дизентерію), але Робертсон збив його кулаком на землю, а потім відігнав обох нападників своїм револьвером; один був поранений, а пізніше схоплений і страчений.
Робертсон подав заявку на вступ до Штабного коледжу у Камберлі. При наборі до вишу йому не вистачило місця кандидата, але йому було виділено місце за особистою рекомендацією сера Джорджа Вайта (головнокомандувача британських військ в Індії). У 1897 році він поступив на навчання. Він закінчив штабний коледж у грудні 1898 року, а 1 квітня 1899 року був відряджений для проходження служби у розвідувальний відділ Воєнного офісу.

### Бурська війна та Воєнний офіс
З початком Другої англо-бурської війни, 15 січня 1900 року Робертсон був призначений заступником помічника генерал-ад'ютанта Фредеріка Робертса, 1-го графа Робертса, британського головнокомандувача у Південній Африці. Він був присутній у битві під Паардебергом (17–26 лютого 1900 року), битві біля Поплар-Гроув (7 березня 1900 року) та інших битвах у березні та травні того року. 10 березня 1900 року Робертсон отримав звання майора і 2 квітня 1901 року був відзначений у наказі.
У жовтні 1900 року він повернувся до Воєнного офісу і 29 листопада 1900 року за службу в Південній Африці отримав звання підполковника. 1 жовтня 1901 року він був призначений помічником генерал-квартирмейстера з особливою відповідальністю за відділ зовнішньої військової розвідки за рекомендацією експерта з розвідки генерала сера Генрі Брекенбері,. На своїй посаді він тісно співпрацював з Вільямом Ніколсоном (тодішнім директором військових операцій Імперського Генерального штабу).
Будучи свого часу одним із найстарших лейтенантів в британській армії, він став одним із наймолодших полковників, очолюючи штаб із дев'яти офіцерів. За пізнішими словами сучасника, Робертсона «оцінили як надлюдину, і лише ключові призначення вважалися достатньо хорошими для нього».
30 червня 1905 року Робертсон був призначений помічником директора з військових операцій під керівництвом Джеймса Грірсона і 30 червня 1905 року відзначений орденом Лазні. Навесні 1905 року, під час першої марокканської кризи, Грірсон і Робертсон організували та провели військово-штабну гру, в основу якої було закладено передбачення масштабного прориву кайзерівської армії через Бельгію до Північної Франції. У грі Робертсон командував німецькими військами. Вони були переконані, що раннє та сильне британське втручання — передбачалося, що британські війська висадяться в Антверпені — було необхідне, щоб уповільнити просування Німеччини та уникнути поразки Франції.
У січні 1907 року, коли термін перебування на цій посаді завершився, Робертсон, не маючи посади, отримав так звану половинну зарплату. Його оклад впав з £800 до £300, що спричинило серйозні фінансові труднощі; він заробляв гроші, перекладаючи англійською мовою німецькі та австро-угорські військові настанови та статути, знову ж таки йому допомагала його дружина. 21 травня 1907 року він став помічником генерал-квартирмейстера штабу Олдершотського командування, а 29 листопада 1907 року отримав звання бригадного генерала у штабі Олдершотського командування. У 1909 році разом зі Смітом-Дорріеном і Роулінсоном він розвідав ймовірний напрям німецького вторгнення — Бельгію, Маас і Люксембург.
Покровитель Робертсона Ніколсон, на той час начальник Імперського Генерального штабу, призначив його комендантом штабного коледжу з 1 серпня 1910 року на заміну генералу Генрі Вілсону. 28 липня 1910 року, незадовго до того, як зайняти нову посаду, Робертсон відвідав Камберлі з державним секретарем з питань війни Кітченером, який критикував Вілсона. Відносини між Вілсоном і Робертсоном погіршилися після цього, поклавши початок суперництву, яке набуло загострення й продовжувалося протягом усієї Великої війни.
Робертсон був практичним лектором у Камберлі. Едмондс, який був однокласником Робертсона в 1890-х роках, сказав, що він був кращим лектором, ніж навіть Гендерсон. Він навчав офіцерів, що вони «були в штабному коледжі, щоб навчитися штабним обов'язкам і отримати кваліфікацію штабного капітана, а не говорити безвідповідальне сміття» про «предмети політики чи стратегії».
26 вересня 1913 року він був присвячений у лицарі-командори Королівського Вікторіанського ордена. Після посвячення в лицарі він помилково встав і потиснув подану Королю руку замість того, щоб поцілувати її, як того вимагає протокол. Король приватно потішився, і двоє чоловіків незабаром зав'язали хороші стосунки. 9 жовтня 1913 року він був призначений директором військової підготовки Воєнного офісу.

### Перша світова війна: 1914–15
З початком Першої світової війни, очікувалося, що Робертсон залишиться Директором військової підготовки у Воєнному офісі або стане начальником штабу Сил територіальної оборони. Замість цього, з 5 серпня 1914 року він замінив Мюррея (якого було підвищено до начальника штабу BEF) на посаді генерал-квартирмейстера Британських експедиційних сил (які очолив фельдмаршал Френч).
Робертсон був стурбований тим, що британські експедиційні сили просуваються занадто далеко вперед, і обговорював можливий відступ з генерал-майором Роббом, генерал-інспектором військ зв'язку, ще 22 серпня (за день до битви при Монсі), коли Френч і Вільсон були все ще обговорювали подальше просування. Він організував мережу складів запасів і розробив оперативні плани тилу на випадок непередбачених обставин, щоб отримати запаси з атлантичного французького, а не з бельгійського узбережжя, але все це виявилося неоціненним під час відступу з Монса. Він став відомий як «старий, є будь-які скарги?» оскільки це було його звичайне запитання під час перевірки військ при прийомі солдатами їжі. На думку Дена Тодмана, відмінні показники логістики Британського експедиційного корпусу у серпні 1914 року вигідно контрастували з «майже фарсовою» діяльністю головного штабу BEF.
25 січня 1915 року Робертсона призначили начальником штабу Британських експедиційних військ замість Вілсона, який уже був заступником начальника штабу. Поступово стосунки між головнокомандувачем та начальником штабу британських військ на Західному фронті погіршувалися через нерішучість Френча. 1 липня Король провів «довгу розмову» з Робертсоном і був переконаний, що Френча слід усунути з посади головнокомандувача BEF. На початку липня 1915 року, під час участі у військовій раді в Лондоні, Робертсона наприкінці запитали, чи є у нього якісь коментарі — він вивесив перед присутніми карту та прочитав їм 45-хвилинну лекцію, а коли його перервали, стояв, сердито дивлячись на міністра. Його виступ справив сильне враження в порівнянні з нерішучістю політиків і Кітченера.
24 жовтня король Великої Британії відвідав фронт, при зустрічі Дуглас Гейґ порадив йому, що Робертсон слід повернути додому і призначити начальником Імперського Генерального штабу. 27 жовтня, у свою чергу Робертсон висловив королю пропозицію, що Гейґ повинен замінити Френча на посаді головнокомандувача Британських експедиційних військ. 28 жовтня 1915 року Робертсон отримав звання генерал-лейтенанта.

### Начальник Імперського Генерального штабу
23 грудня 1915 року Робертсон став начальником Імперського генерального штабу і того ж дня приступив до виконання своїх обов'язків. Він привів із собою до Генштабу трьох талановитих фахівців зі Ставки: Вігама (заступник Робертсона), Моріса (операції) і МакДоноха (розвідка), факт, який, ймовірно, вплинув на продуктивність BEF протягом наступних двох років.
У свій перший день на посаді начальника Генштабу Робертсон також вимагав оборонної політики в Месопотамії з підкріпленням лише з Індії — це було погоджено 29 лютого 1916 року, попри заперечення Бальфура та Ллойд Джорджа. Робертсон також наполягав на тому, щоб операції в Месопотамії (а згодом і логістика) були передані під його контроль, а не під контроль Індійського офісу. Чарльз Таунсенд, обложений в Ель-Куті, спочатку не вважався в небезпеці, але зрештою здався у квітні 1916 року після трьох невдалих спроб допомоги.
Іншим раннім актом від 27 грудня 1915 року стала вимога до Кітченера про розгортання додаткових 18 дивізій для посилення експедиційних сил в Європі. На початку 1916 року було прийнято закон про призов холостяків, який лобіював Робертсон.
Робертсон був рішучим прихильником командувача Британських експедиційних військ Дугласа Гейґа і його стратегії дій на Західному фронті, яка вимагала зосередження усіх зусиль на Німеччині, і був проти того, що він вважав периферійними операціями на інших фронтах війни.
На цьому підґрунті Робертсон дуже часто конфліктував з прем'єр-міністром Девідом Ллойд Джорджем, який був прихильником ведення боротьби на другорядних театрах до вступу США у війну, тоді як Робертсон продовжував наполягати на своєї позиції, що лише Західний фронт є головним фронтом для Англії, на якому вирішується доля усієї війни. Зрештою, цей конфлікт у поєднанні з особистісними рисами характеру Робертсона, привів у лютому 1918 до його заміни на посаді начальника Імперського Генерального штабу на генерала Генрі Вілсона, його давнього опонента. Втім, як показали подальші події, Робертсон у цьому конфлікті мав рацію.

### Останні роки служби
З лютого 1918 року Вільям Робертсон посів посаду командувача Східного командування на Британських островах. З травня 1918 — головнокомандувач військами в метрополії. З квітня 1919 року — головнокомандувач Британської рейнської армії, яка виконувала завдання окупації Рейнської області в Німеччині. З початку 1920 залишався без призначення. Розглядалися плани призначення Робертсона на високі військові посади в Ірландії та Індії, але вони не здійснилися. У березні 1920 року йому було присвоєне почесне звання фельдмаршала, а незабаром Робертсон вийшов у відставку.

## Особистість Робертсона
Робертсон був людиною міцної статури та вражаючої фізичної зовнішності, їм захоплювався король за його наполегливість у просуванні по службі з людей скромного походження. Він мав чудову пам'ять і дуже швидко сприймав, іноді перериваючи доповідача на брифінгу словами: «так, я зрозумів, переходьте до наступного пункту». Однак, попри тому, що він міг бути душею компанії у позаслужбовий час, у міру того, як він піднімався кар'єрними сходами, його різка манера та грубувата поведінка, можливо, використана для утвердження свого авторитету, ставала помітнішою, навіть серед начальства. «Я чув інше» — це була улюблена відповідь політикам, які висували свої пропозиції військовим.
Пізніше Черчилль писав, що Робертсон «був видатною військовою особистістю. Його бачення як стратега не було глибоким… у нього не було власних ідей, але він мав розумне судження, негативну упередженість», але він також прокоментував, що Робертсон «був ніколи сам ніколи не керував навіть взводом у бою, і чиї військові обов'язки передбачали для нього не більший ризик, ніж для багатьох клерків». Генкі писав, що «він знав, чого хотів, і майже завжди досягав свого».